# 大野市
大野市（日语：／ Ōno shi */?）是位於日本福井縣東北部的城市，也是福井縣內面积最大的行政區劃，占到全縣面積的約五分之一。
全市主要位於福井县西北側的大野盆地內，但也有九成的區域位於兩白山地內。

## 人口
| 大野市人口分布圖 |                                               |  |
| 大野市與日本全國年齡別人口分布比較圖 （2005年資料） | 大野市的年齡、男女別人口分布圖 （2005年資料） |  |
| ■紫色是大野市 ■綠色是全国 | ■藍色是男性 ■紅色是女性                       |  |
| 大野市人口變化 \| 1970年 \| 44,694人 \| \| \| 1975年 \| 43,797人 \| \| \| 1980年 \| 43,379人 \| \| \| 1985年 \| 43,118人 \| \| \| 1990年 \| 41,837人 \| \| \| 1995年 \| 41,069人 \| \| \| 2000年 \| 39,632人 \| \| \| 2005年 \| 37,843人 \| \| \| 2010年 \| 35,291人 \| \| \| 2015年 \| 33,109人 \| \| \| 2020年 \| 31,286人 \| \| |                                               |  |
| 資料來源：日本總務省統計中心提供之人口普查數據 |                                               |  |
| 1970年 | 44,694人                                      |  |
| 1975年 | 43,797人                                      |  |
| 1980年 | 43,379人                                      |  |
| 1985年 | 43,118人                                      |  |
| 1990年 | 41,837人                                      |  |
| 1995年 | 41,069人                                      |  |
| 2000年 | 39,632人                                      |  |
| 2005年 | 37,843人                                      |  |
| 2010年 | 35,291人                                      |  |
| 2015年 | 33,109人                                      |  |
| 2020年 | 31,286人                                      |  |

## 歷史
現在的大野市轄區過去在令制國時代屬於越前國大野郡，位於過去越前國與美濃國之間來往的通道上，14世紀南北朝時代期間在此興建了亥山城和戌山城，本地也開始以城下町的形式發展，朝倉氏入主越前國後由朝倉氏的親族擔任亥山城城主；1573年織田信長在一乘谷之戰擊敗朝倉氏時，朝倉義景一度逃至此，但最終也在此遭到殺害。
1575年織田信長將本地封給金森長近，金森長近也開始此新建大野城，並重新規劃了本地的城下町，此後本地又先後改封給青木一矩、長谷川秀一、織田秀雄，直到17世紀進入江戶時代後，連同整個越前國一起成為德川家康次男結城秀康福井藩的領地，最初結城秀康將此地交給其家臣土屋正明，但1607年結城秀康過世後土屋正明隨之殉死，大野改由家臣小栗正高入主。
1624年接替結城秀康成為福井藩藩主的長子松平忠直由於爭議行為遭到幕府處分，由結城秀康三男松平直政自福井藩獨立出來，獲得大野的領地在此設立大野藩，此後大野藩又先後改由結城秀康五男松平直基、六男松平直良入主；1682年由土井氏入主大野藩，此後直到19世紀江戶時代結束前，本地都是土井氏大野藩的領地。
19世紀末明治維新實施廢藩置縣後本地改隸屬大野縣，1871年的第一次府縣整併後改隸屬將原越前國北部整併而成的福井縣，不過在1872年福井縣改採用縣廳所在地的郡名更名為「足羽縣」。
1873年，本地再次隨著足羽縣被併入敦賀縣，不過敦賀縣在1876年也遭到廢除，本地一度被併入石川縣，直到1881年原本敦賀縣的轄區重新恢復設縣，不過重新設立的縣因為縣廳設在福井，因而新縣被命名為福井縣。
1889年日本實施町村制，現在的大野市轄區在當時分屬大野町、小山村、乾側村、下村、西谷村、上村、下穴馬村、上穴馬村、阪谷村、五箇村、富田村共11個行政區劃，除位於南部及東南部的西谷村、下穴馬村、上穴馬村外，其餘8個行政區劃在1954年合併為大野市，南側的西谷村在1970年接著併入大野市，位於東南部的下穴馬村和上穴馬村先是在1950年代整併為和泉村，最後在2005年也被併入大野市。

### 變遷表
| 1889年4月1日 | 1889年 - 1912年               | 1912年 - 1944年               | 1945年 - 1954年               | 1945年 - 1954年               | 1955年 - 1989年                       | 1955年 - 1989年                       | 1989年 - 現在                   | 現在                            |
| ------------ | ----------------------------- | ----------------------------- | ----------------------------- | ----------------------------- | ------------------------------------- | ------------------------------------- | ------------------------------- | ------------------------------- |
| 下穴馬村     | 1896年4月1日 分出設立石徹白村 | 1896年4月1日 分出設立石徹白村 | 1896年4月1日 分出設立石徹白村 | 1896年4月1日 分出設立石徹白村 | 1958年10月15日 併入岐阜縣郡上郡白鳥町 | 1958年10月15日 併入岐阜縣郡上郡白鳥町 | 2004年3月1日 合併為岐阜縣郡上市 | 2004年3月1日 合併為岐阜縣郡上市 |
| 下穴馬村     | 1896年4月1日 分出設立石徹白村 | 1896年4月1日 分出設立石徹白村 | 1896年4月1日 分出設立石徹白村 | 1896年4月1日 分出設立石徹白村 | 1958年10月14日 併入和泉村             | 和泉村                                | 2005年11月7日 併入大野市        | 大野市                          |
| 下穴馬村     | 下穴馬村                      | 下穴馬村                      | 下穴馬村                      | 下穴馬村                      | 1956年9月30日 合併為和泉村            | 和泉村                                | 2005年11月7日 併入大野市        | 大野市                          |
| 上穴馬村     |                               |                               |                               |                               | 1956年9月30日 合併為和泉村            | 和泉村                                | 2005年11月7日 併入大野市        | 大野市                          |
| 西谷村       | 西谷村                        | 西谷村                        | 西谷村                        | 西谷村                        | 西谷村                                | 1970年7月1日 併入大野市               | 大野市                          | 大野市                          |
| 大野町       | 大野町                        | 大野町                        | 大野町                        | 1954年7月1日 合併為大野市     | 1954年7月1日 合併為大野市             | 1954年7月1日 合併為大野市             | 大野市                          | 大野市                          |
| 小山村       |                               |                               |                               | 1954年7月1日 合併為大野市     | 1954年7月1日 合併為大野市             | 1954年7月1日 合併為大野市             | 大野市                          | 大野市                          |
| 乾側村       |                               |                               |                               | 1954年7月1日 合併為大野市     | 1954年7月1日 合併為大野市             | 1954年7月1日 合併為大野市             | 大野市                          | 大野市                          |
| 下村         | 下村                          | 下村                          | 1951年11月1日 改制為下町      | 1954年7月1日 合併為大野市     | 1954年7月1日 合併為大野市             | 1954年7月1日 合併為大野市             | 大野市                          | 大野市                          |
| 上村         |                               |                               |                               | 1954年7月1日 合併為大野市     | 1954年7月1日 合併為大野市             | 1954年7月1日 合併為大野市             | 大野市                          | 大野市                          |
| 阪谷村       |                               |                               |                               | 1954年7月1日 合併為大野市     | 1954年7月1日 合併為大野市             | 1954年7月1日 合併為大野市             | 大野市                          | 大野市                          |
| 五箇村       |                               |                               |                               | 1954年7月1日 合併為大野市     | 1954年7月1日 合併為大野市             | 1954年7月1日 合併為大野市             | 大野市                          | 大野市                          |
| 富田村       |                               |                               |                               | 1954年7月1日 合併為大野市     | 1954年7月1日 合併為大野市             | 1954年7月1日 合併為大野市             | 大野市                          | 大野市                          |

## 行政

### 歷任市長
| 屆         | 姓名       | 上任日期      | 卸任日期      | 備註                   |
| ---------- | ---------- | ------------- | ------------- | ---------------------- |
| 1          | 齋藤重雄   | 1954年8月10日 | 1958年8月9日  |                        |
| 2          | 森廣治兵衛 | 1958年8月10日 | 1962年8月9日  |                        |
| 3          | 森廣治兵衛 | 1962年8月10日 | 1966年8月9日  |                        |
| 4          | 寺島利鏡   | 1966年8月10日 | 1970年8月9日  |                        |
| 5          | 寺島利鏡   | 1970年8月10日 | 1974年8月9日  |                        |
| 6          | 寺島利鏡   | 1974年8月10日 | 1978年6月3日  | 於任內過世             |
| 7          | 川崎泰彥   | 1978年7月23日 | 1982年7月22日 |                        |
| 8          | 川崎泰彥   | 1982年7月23日 | 1986年7月14日 |                        |
| 9          | 山內武士   | 1986年7月15日 | 1990年7月6日  |                        |
| 10         | 山內武士   | 1990年7月7日  | 1994年7月6日  |                        |
| 11         | 天谷光治   | 1994年7月7日  | 1998年7月6日  |                        |
| 12         | 天谷光治   | 1998年7月7日  | 2002年7月6日  |                        |
| 13         | 天谷光治   | 2002年7月7日  | 2006年7月6日  |                        |
| 14         | 岡田高大   | 2006年7月7日  | 2010年7月6日  |                        |
| 15         | 岡田高大   | 2010年7月7日  | 2014年7月6日  |                        |
| 16         | 岡田高大   | 2014年7月7日  | 2018年7月6日  |                        |
| 17         | 石山志保   | 2018年7月7日  | 2022年7月6日  | 北陸三縣中首位女性市長 |
| 18         | 石山志保   | 2022年7月7日  | 現任          |                        |
| 參考資料： |            |               |               |                        |

## 交通

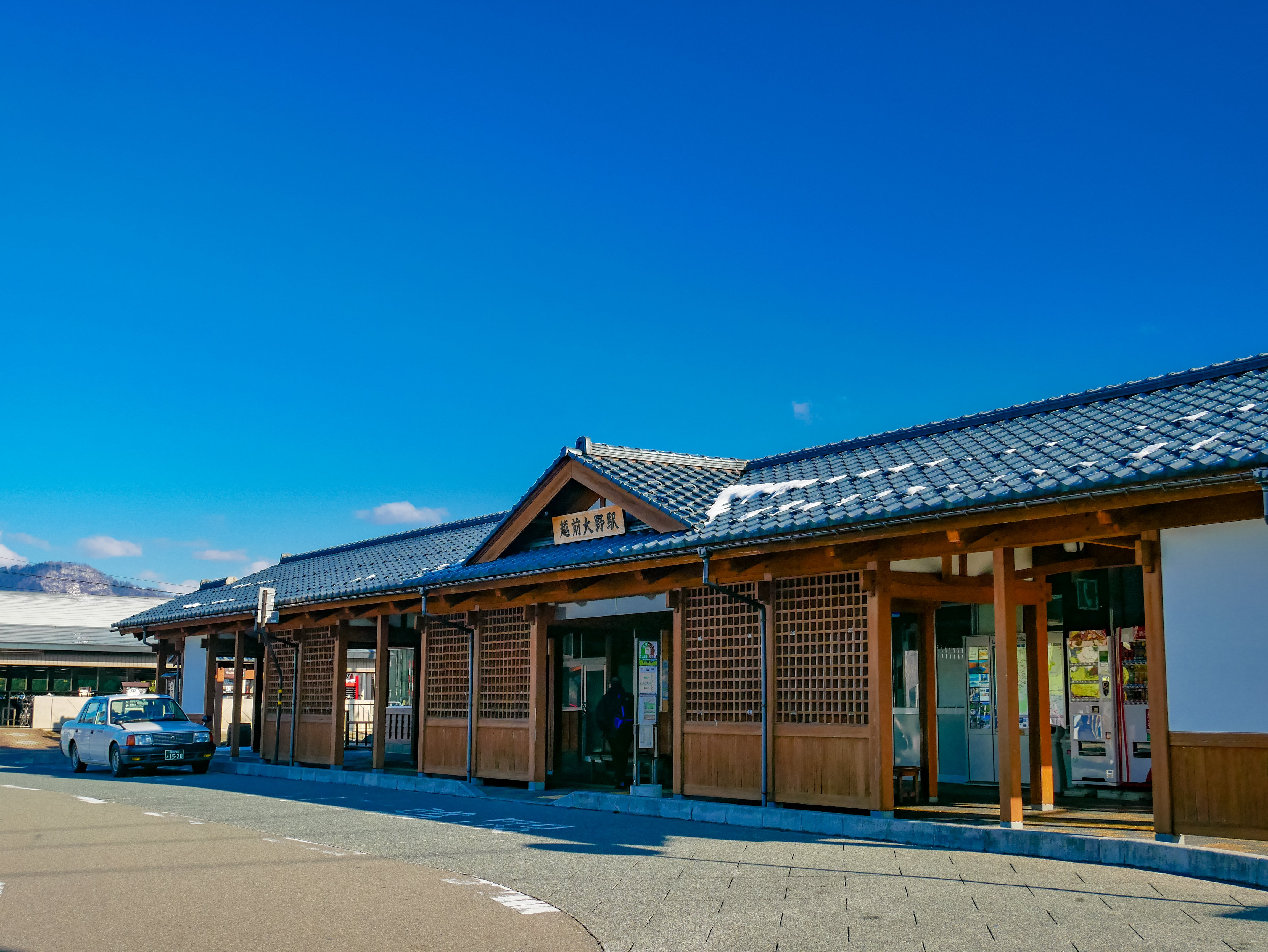
越前大野車站

目前唯一可以進入大野市的鐵路路線是西日本旅客鐵道的越美北線，自市內主要車站越前大野車站約一小時可抵達福井車站，不過目前每天僅有九個往返車次行駛於福井與大野之間，此外京福巴士也有開設自福井車站往返於越前大野車站之間的客運路線，每天往返11車次，所需車程同樣約為一小時。
越美北線過去原本是計畫連接福井縣及岐阜縣的鐵路越美線北側路段，目前營運中自福井車站至九頭龍湖車站的路段在1960年代即已完工，同時在岐阜縣一側也已經完成越美南線，但中間跨域山區連結兩段鐵路線的路段由於當時日本國有鐵道的財務問題未能繼續興建，甚至越美北線及越美南線也在1968年一度被列入建議停止營運的赤字83線，但越美北線因為替代公路在冬季有積雪無法通行的問題而持續保留至今。
過去京福電氣鐵道的越前本線（現在的越前鐵道勝山永平寺線）也曾自福井市經永平寺町、勝山市一路開通至大野市內的京福大野車站，不過自勝山至大野的路段已在1974年停止營運。
目前自福井市至大野市之間有中部縱貫自動車道可以往返，此外也有國道157號及国道158号可以穿過山區進入岐阜縣，中部縱貫自動車道也預計會在2023年完成往東延伸的路段，屆時將可經岐阜縣一路通至長野縣松本市 ，並可轉入東海北陸自動車道和長野自動車道。
大野市內的客運路線除了京福巴士外，也有市營巴士和社區巴士所經營的路線。

### 鐵路
- 西日本旅客鐵道
  - 越美北線：（福井市） - 牛原車站 - 北大野車站 - 越前大野車站 - 越前田野車站 - 越前富田車站 - 下唯野車站 - 柿島車站 - 勝原車站 - 越前下山車站 - 九頭龍湖車站

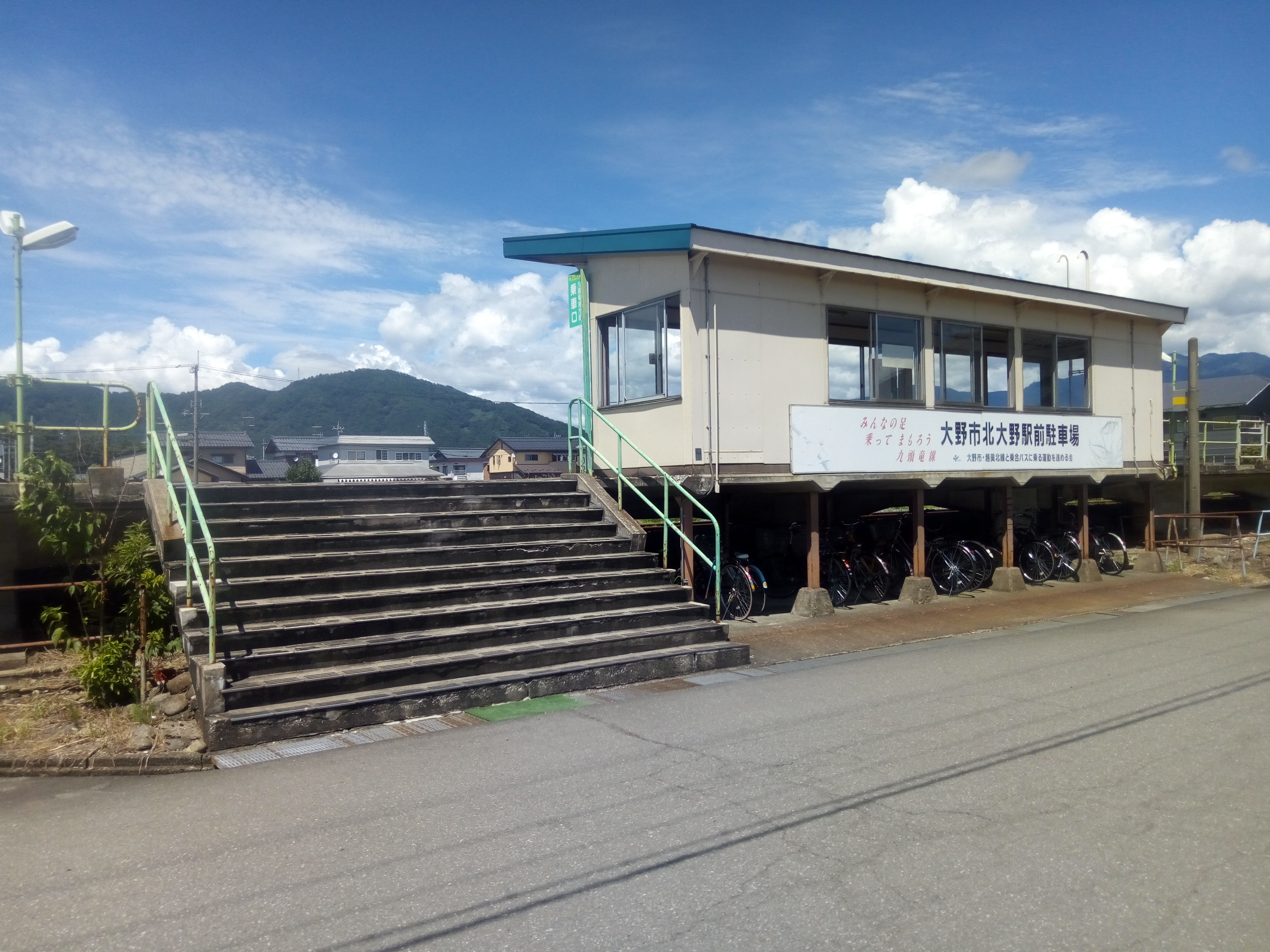
北大野車站
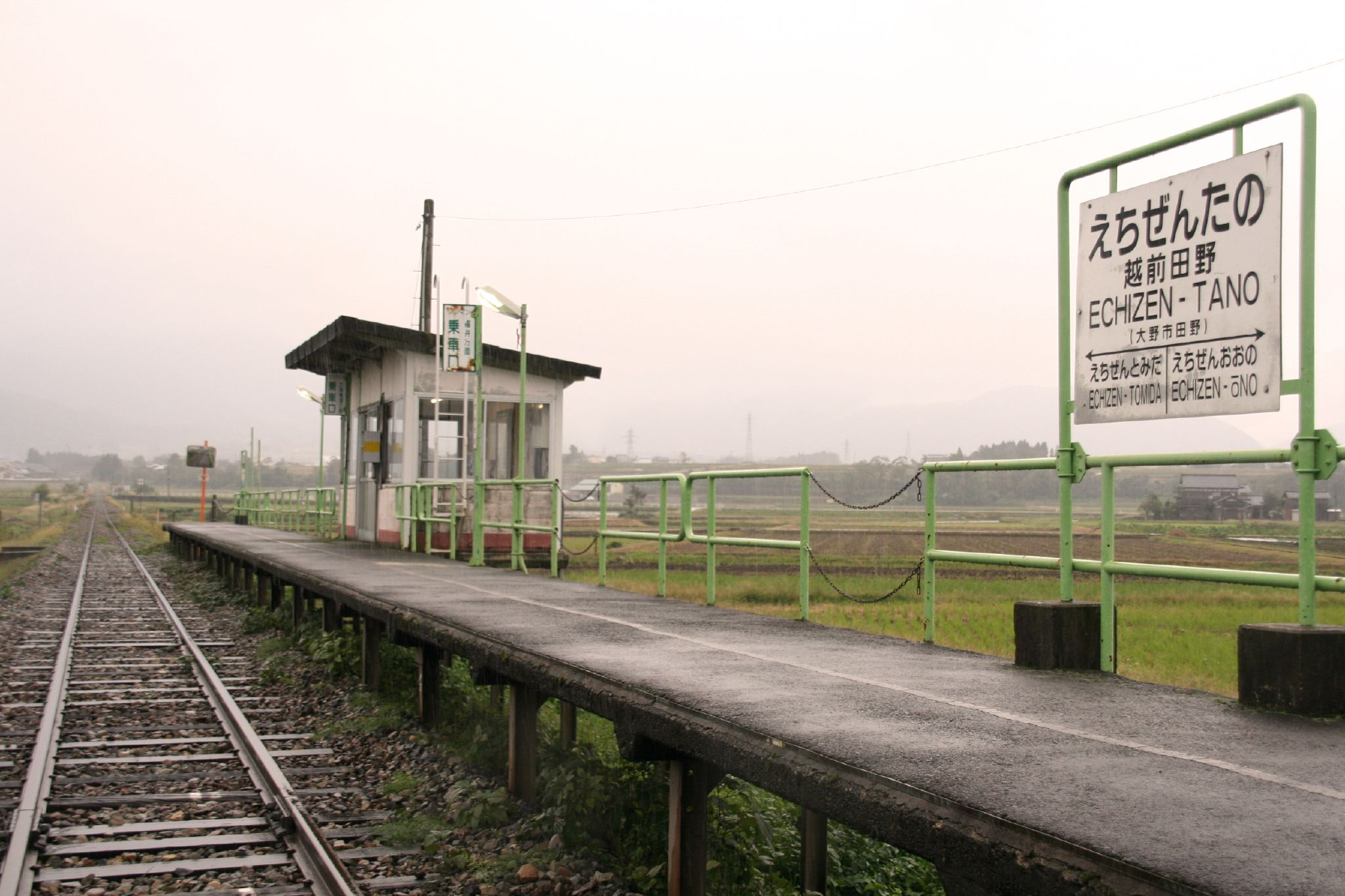
越前田野車站
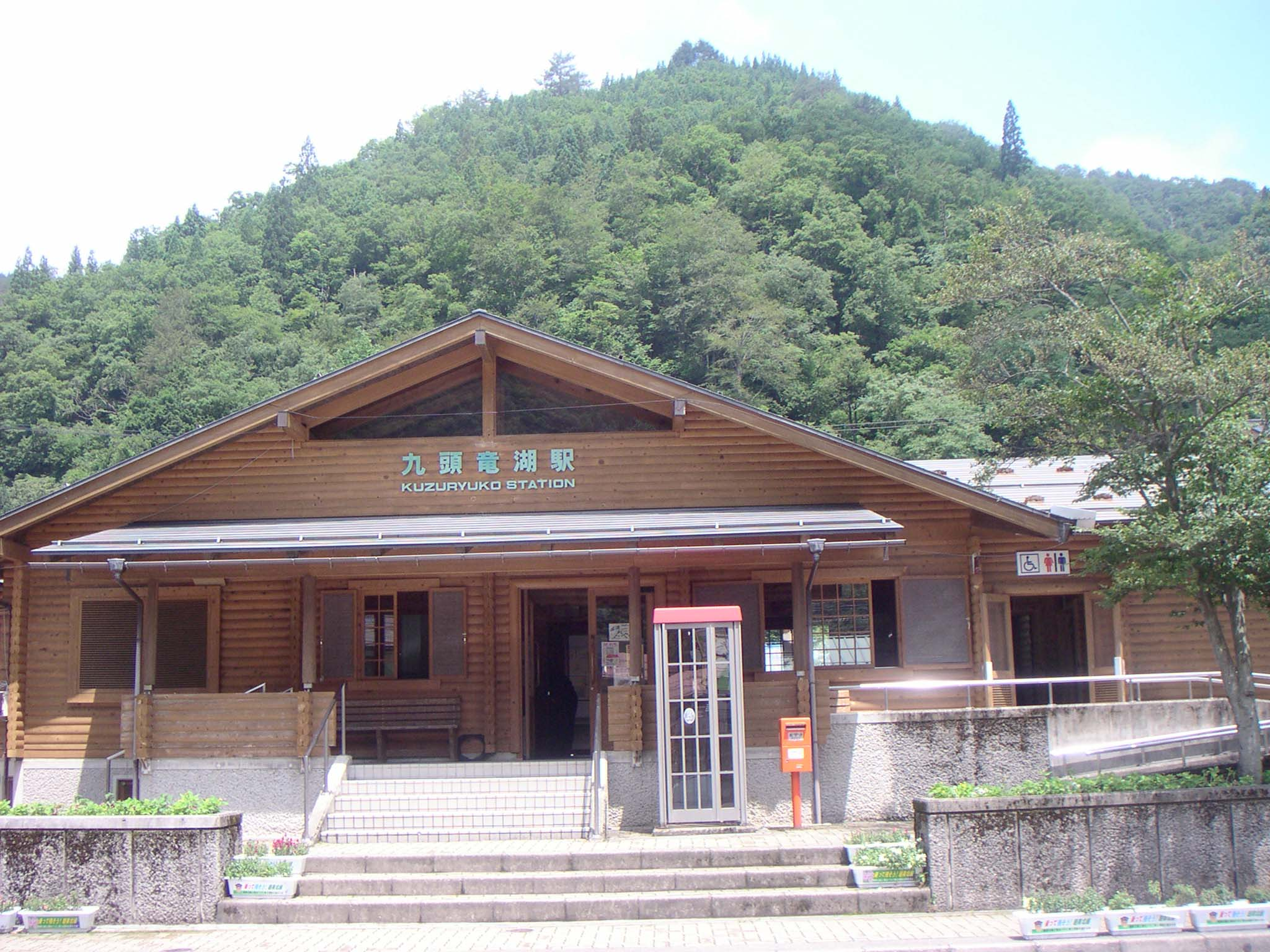
九頭龍湖車站

### 公路
高速公路
- 中部縱貫自動車道：大野交流道（日语：大野インターチェンジ (福井県)） - （勝山市）

## 觀光資源

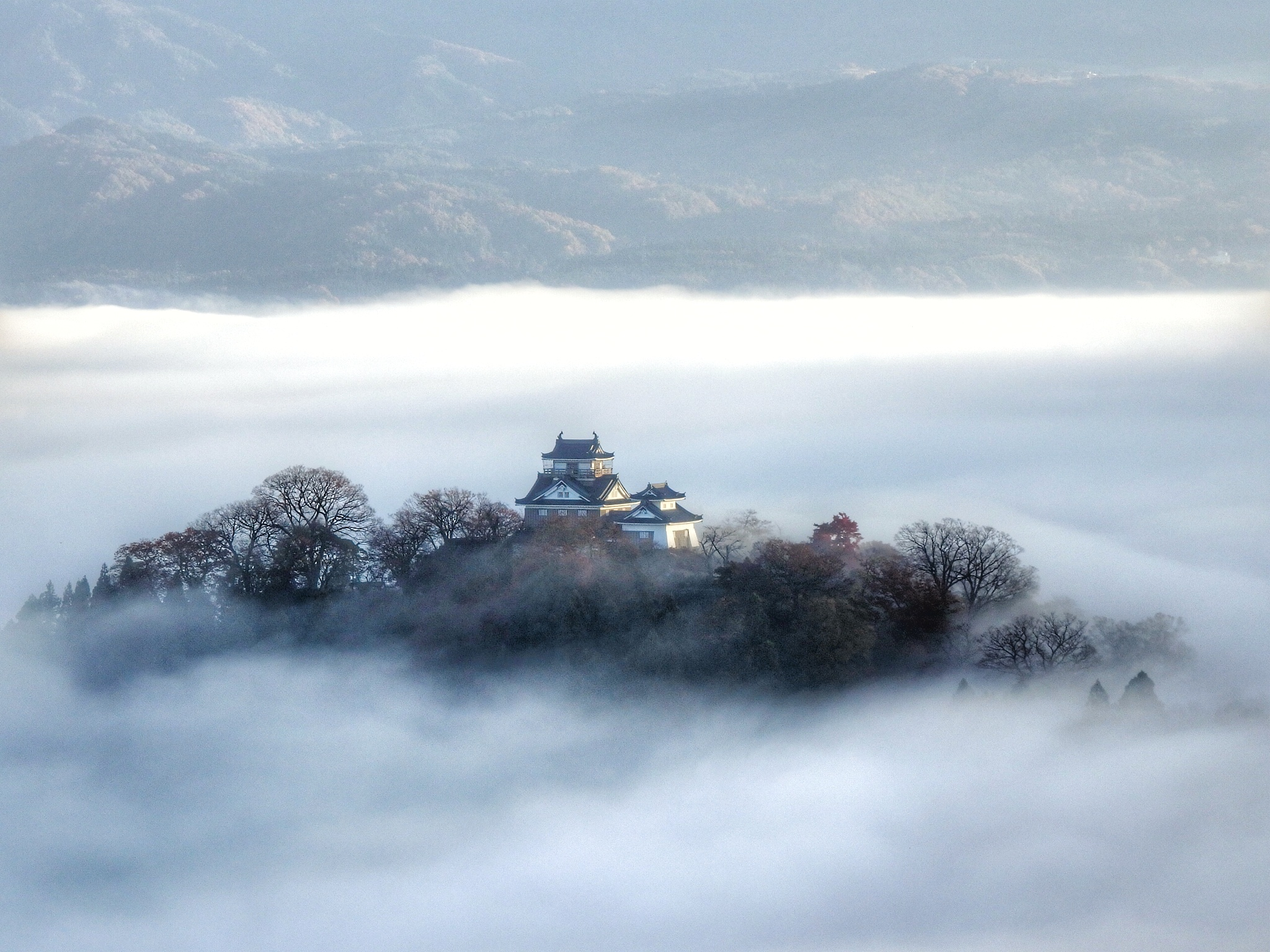
雲海之上的大野城

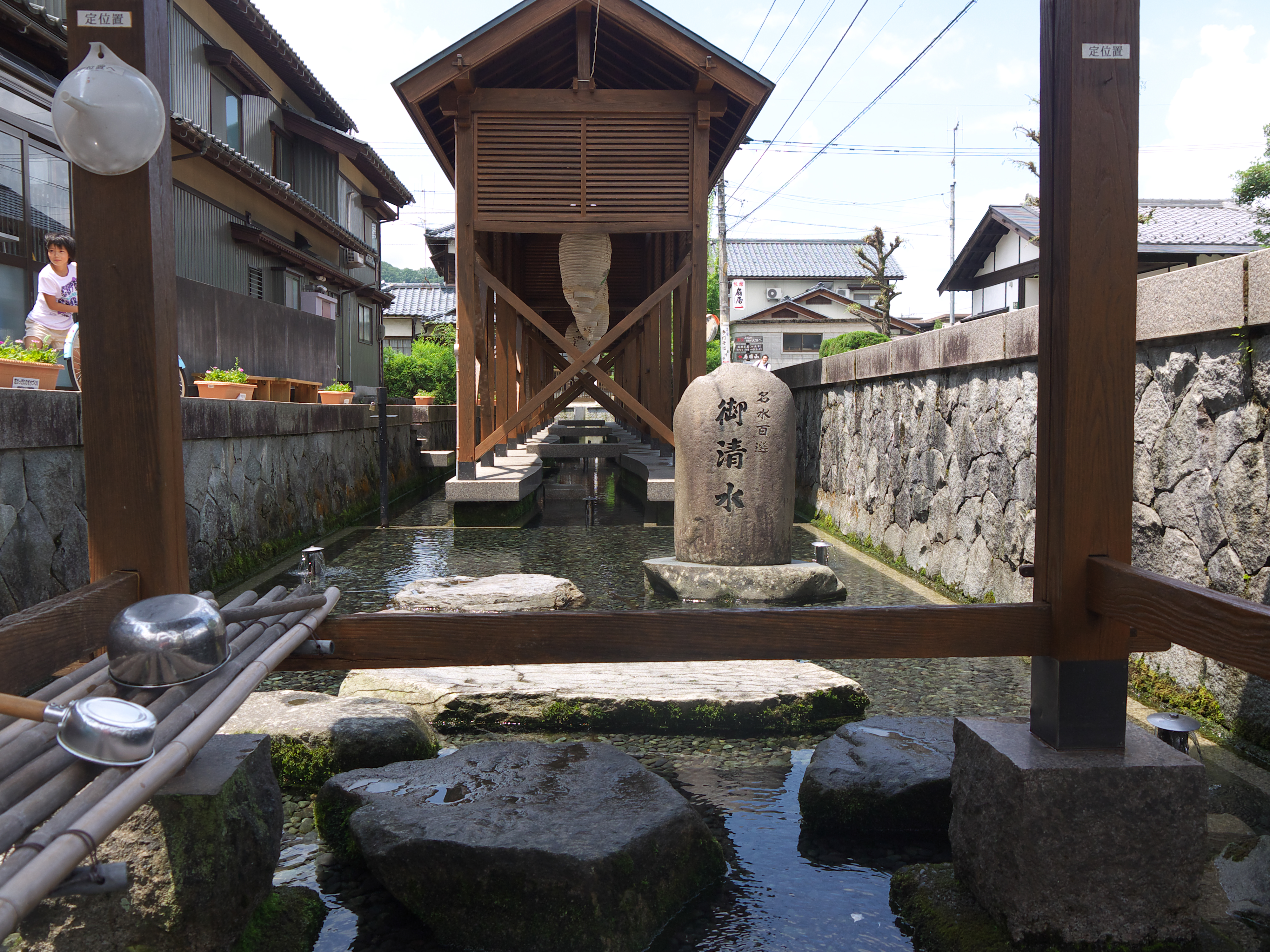
御清水

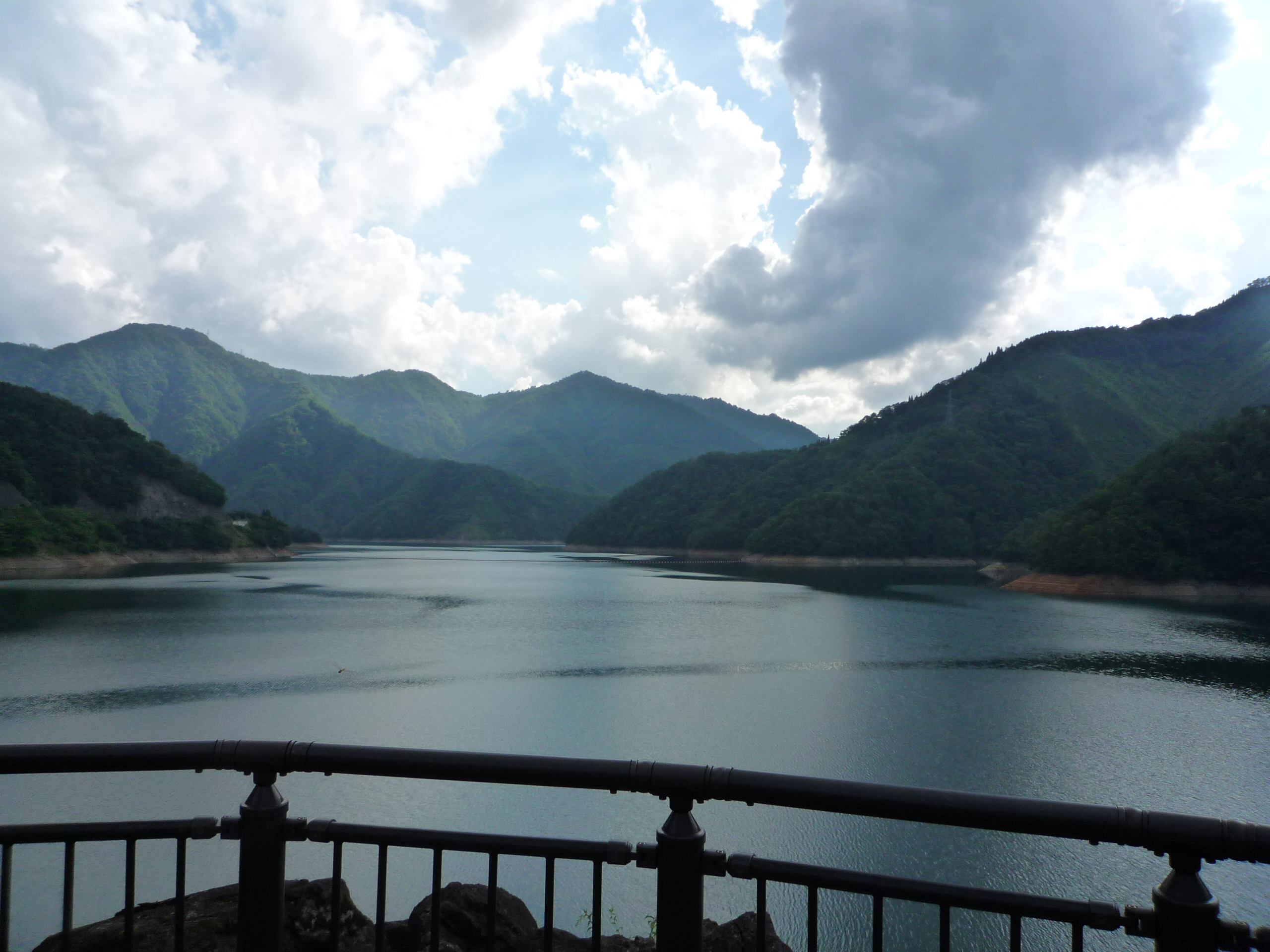
九頭龍水庫湖面

大野城位於現在大野市市區西側的龜山，大野城在1795年遭到燒毀後，僅重建了天守以外位於山麓區域的建築，不過在19世紀末之後，大野城野遭到拆除；1968年，在當地民眾的捐贈之下，在龜山上以鋼筋混凝土重建了仿造過去樣貌的天守，目前建築內同時也展出關於大野城過去的歷史資料。由於大野城天守位於龜山上，在每年10月至4月之間爾偶會出現市區被大霧環繞的氣候，就可以見到大野城立在雲海之上的景觀。
由於大野盆地周邊山區降水形成的地下水脈在聚集到盆地內湧出，在大野市市區內有多處天然的湧泉，自古即是大野城城下町的生活用水，其中位於大野城東南側泉町地區的御清水於1985年被列入名水百選。
位於轄區東南部山區內，九頭龍川上游的九頭龍水庫水域面積達890公頃，由於可藉由鐵路越美北線直接抵達，現在也是春季賞櫻，秋季賞紅葉的旅遊景點。

## 姊妹、友好城市

### 日本
- 古河市（茨城縣）
由於過去大野藩土井氏（日语：土井氏）第一代藩主土井利房（日语：土井利房）出身自古河藩，兩地於1983年藉土井利房入封大野藩三百周年的紀念活動開始交流，並於1990年締結為姊妹都市，2005年原古河市合併為新的古河市後，兩地於2006年繼續締結為姊妹都市。[13]
- 岩倉市（愛知縣）
過去原為舊和泉村與岩倉市於1996年締結為友好都市，2005年和泉村併入大野市後，大野市與岩倉市於2007締結為友好交流都市。[13]
- 新日高町（北海道）、葛卷町 （岩手縣）、糸魚川市（新潟縣）、南淡路市（兵庫縣）
過去北海道舊三石町在19世紀末曾有大量來自大野市、葛卷町、舊能生町（日语：能生町）、舊南淡町（日语：南淡町）的移民前去開墾，三石町及這四個行政區劃於1983年共同締結友好關係。能生町及南淡町後來於2005年分別合併為糸魚川市及南淡路市。[13]
- 福井市（福井縣）、郡上市（岐阜縣）、美濃市（岐阜縣）
這四個城市的位置過去為連結越前國與美濃國的交通通道，因此這四個城市為聯合推展觀光，於2011年共同組成「越前美濃街道廣域觀光交流推進協議會」，成為「越前美濃街道廣域觀光交流市」，除香互相交流也彼此共同推動觀光事業。[13]

## 備註
1. ↑  於1871年第一次設立的福井縣，與現在的福井縣沒有直接關係。
2. ↑  於1881年第二次設立的福井縣，與1871年設立的福井縣沒有直接關係。

## 外部連結
- （日語） 結的故鄉 越前大野的Facebook專頁
- （日語） 越前大野觀光指引 （页面存档备份，存于）
  - （繁體中文） 大野市觀光介紹 （页面存档备份，存于）
  - （简体中文） 大野市的观光介绍 （页面存档备份，存于）